# 78 Velorum
78 Velorum (f Velorum) é uma estrela binária na direção da Vela. Possui uma ascensão reta de 08h 50m 33.46s e uma declinação de −46° 31′ 45.1″. Sua magnitude aparente é igual a 5.09. Considerando sua distância de 2694 anos-luz em relação à Terra, sua magnitude absoluta é igual a −4.50. Pertence à classe espectral B0III.